# Pizzo di Redorta
Pizzo di Redorta to szczyt w Alpach Bregamskich. Leży w północnych Włoszech, w Lombardii. Szczyt ten leży w najwyższym rejonie Alp Bergamskich, między jeziorem Como na zachodzie, a grupą Adamello na wschodzie. Pizzo di Coca, Pizzo di Scais i Pizzo Redorta to jedyne trzy szczyty przekraczające wysokością 3000 m w tym rejonie i w całych Alpach Bergamskich.